# 鄭訳
鄭 訳（鄭譯、てい やく、540年 - 591年）は、中国の北周・隋の官僚・政治家・音楽家。字は正義。本貫は滎陽郡開封県。

## 経歴
鄭道邕（字は孝穆）の子として生まれた。幼い頃から聡明で、群書を渉猟し、騎射に巧みで、音楽を得意とした。後嗣のない従父の鄭文寛（祖父の鄭瓊の弟の鄭儼の子）の養子として迎えられたが、後に鄭文寛が2子を得ると、養子縁組を解消された。
北周の武帝のとき、給事中士を初任とし、銀青光禄大夫の位を受けて、左侍上士に転じた。儀同の劉昉とともに武帝の側近として仕えた。鄭訳は妻を失っていたため、武帝は鄭訳に後梁の安固公主をめとるよう命じた。武帝が親政を開始すると、鄭訳は御正下大夫とされ、まもなく太子宮尹に転じた。ときに皇太子宇文贇に非行が多かったため、内史中大夫の王軌が宇文贇を廃位して秦王宇文贄を代わりに皇太子に立てるよう武帝に勧めた。このため宇文贇は不安に駆られて、吐谷渾への西征のときに鄭訳に相談した。鄭訳は「願わくは殿下には仁孝が顕れるように勉め、子としての道を失うことのないようにするだけです。他のことを考えてはいけません」と答えた。吐谷渾を破ると、鄭訳の功績が最上であったとして、開国子の爵位を受けた。後に鄭訳は皇太子と馴れ合ったとして、武帝の怒りを買い、官爵を剥奪されて民とされた。しかし鄭訳は宇文贇に再び召し出されて、もとのとおりに馴れ合いふざけ合うようになった。鄭訳は「殿下はいつ天下を得るべきでしょうか」と宇文贇にいい、宇文贇は喜んでますます鄭訳と親しんだ。
578年（宣政元年）、武帝が死去し、宇文贇（宣帝）が即位すると、鄭訳は開府・内史下大夫に抜擢され、帰昌県公に封じられ、朝政を委ねられた。まもなく内史上大夫に転じ、沛国公に封を進めた。鄭訳は専権をふるい、579年（大象元年）に宣帝が洛陽に幸したときには、鄭訳は官の資材を勝手に取って私邸を建てた。この罪を問われて再び官爵を剥奪され、民とされた。劉昉がたびたび宣帝に取りなしたため、宣帝は再び鄭訳を召し出し、待遇はもとのとおりとなった。宣帝の命により領内史事をつとめた。
鄭訳は楊堅と同学の旧交があり、互いに頼りあうようになった。楊堅は宣帝に嫌われていたため、地方への赴任を望んでいた。580年（大象2年）、南征が計画され、鄭訳は元帥に志願した。鄭訳は楊堅を寿陽総管として軍事を監督させるよう宣帝に勧めて、聞き入れられた。5月、楊堅は揚州総管となった。鄭訳は兵を発して寿陽で楊堅と合流し、ともに南朝陳を攻撃する計画であった。しかしふたりが長安から出発しないうちに宣帝が病に倒れると、鄭訳は劉昉と相談して楊堅を宮中に引き入れ、楊堅に静帝を輔弼させることにした。鄭訳が詔を読み上げると、文武百官はみな楊堅の節度を受けた。いっぽう御正中大夫の顔之儀は宦官たちと相談して、大将軍の宇文仲を引き入れて輔政にあたらせようとした。鄭訳は宇文仲が静帝のもとにやってきたと知ると、急いで開府の楊瓚や劉昉・柳裘・韋謩・皇甫績らを率いて宮中に入った。宇文仲と顔之儀は鄭訳らを見て驚き、逃げ出そうと戸惑っているうちに、楊堅に逮捕された。静帝の命といつわって鄭訳は再び内史上大夫とされた。翌日、楊堅が北周の左大丞相となると、鄭訳は柱国・相府長史に任じられ、治内史上大夫事をつとめた。楊堅が大冢宰・総百揆となると、鄭訳は天官都府司会を兼ね、総六府事をつとめた。楊堅の寝室に出入りを許されるほど信頼され、その提言は聞き入れられないことはなく、賞賜の玉や絹布は数えることもできないほどであった。尉遅迥・王謙・司馬消難らの反乱が起こると、鄭訳はますます楊堅に礼遇された。まもなく上柱国に位を進め、十死までの罪を赦される特権を与えられた。
581年（開皇元年）、文帝（楊堅）が即位して隋が建国されると、鄭訳は手厚い賞賜を受け、子に爵位が与えられ、亡き父兄に贈官があった。しかし鄭訳は厭魅巫蠱の左道をおこなったと婢に告発され、さらには母と別居したことから不孝を弾劾され、またもや官爵を剥奪された。『孝経』を読むよう文帝に諭され、母親と同居した。
ほどなく鄭訳は律令の選定への参加を命じられ、開府・隆州刺史に任じられた。病を理由に長安への帰還を願い出ると、文帝に召し出されて、醴泉宮で謁見を受け、宴を賜った。沛国公の爵位と上柱国の位を回復した。宮廷音楽の議論への参加を命じられ、『楽府声調』8篇を上奏した。まもなく岐州刺史に転出した。岐州にあること1年あまりして、太常で再び宮廷音楽を定めるよう命じられ、音楽について議論した。この後また岐州に帰った。
591年（開皇11年）8月乙亥、在官のまま病没した。享年は52。諡を達といった。煬帝が即位すると、莘国公に追封された。

## 子女
- 鄭元璹（後嗣。隋初に沛国公、煬帝のときに莘国公となった。驃騎将軍・武賁郎将・右光禄大夫・右候衛将軍を歴任した。大業末年に文城郡太守として出向したが、張倫の攻撃を受け唐に降った）
- 鄭善願（北周の宣帝のとき、帰昌県公となった）
- 鄭元琮（隋が建てられると、城皋郡公となった）
- 鄭元珣（隋が建てられると、永安県男となった）

## 伝記資料
- 『隋書』巻38 列伝第3
- 『北史』巻35 列伝第23